# (500514) 2012 TF291
(500514) 2012 TF291 es un asteroide perteneciente al cinturón de asteroides, descubierto el 19 de septiembre de 2001 por el equipo del Lincoln Near-Earth Asteroid Research desde el Laboratorio Lincoln, Socorro, Nuevo México, Estados Unidos.

## Designación y nombre
Designado provisionalmente como 2012 TF291.

## Características orbitales
2012 TF291 está situado a una distancia media del Sol de 3,068 ua, pudiendo alejarse hasta 3,611 ua y acercarse hasta 2,524 ua. Su excentricidad es 0,177 y la inclinación orbital 10,15 grados. Emplea 1963,07 días en completar una órbita alrededor del Sol.

## Características físicas
La magnitud absoluta de 2012 TF291 es 16,7. 